# Thunbergia natalensis
Thunbergia natalensis är en akantusväxtart som beskrevs av William Jackson Hooker. Thunbergia natalensis ingår i släktet thunbergior, och familjen akantusväxter. Inga underarter finns listade i Catalogue of Life.

## Bildgalleri

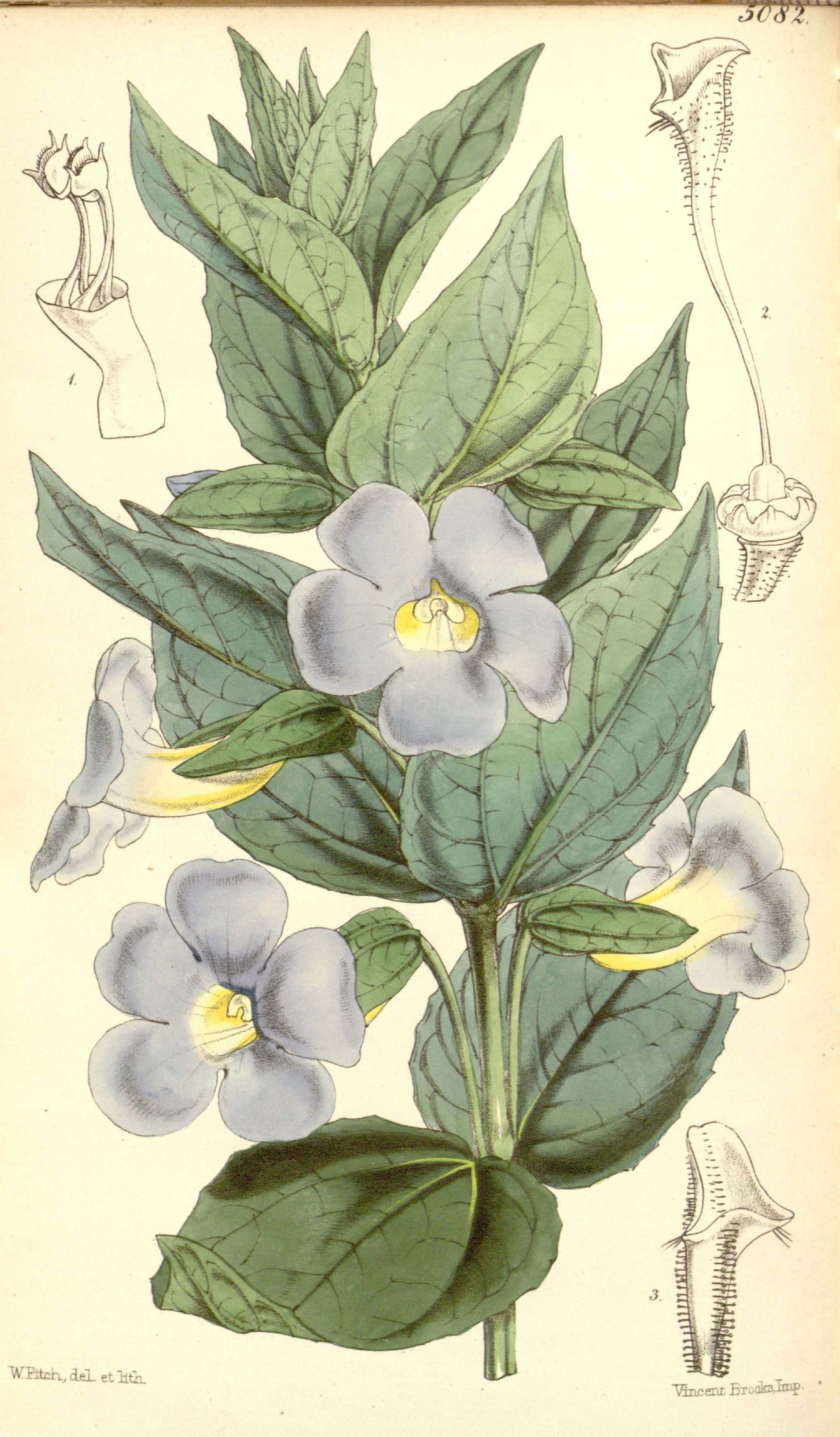
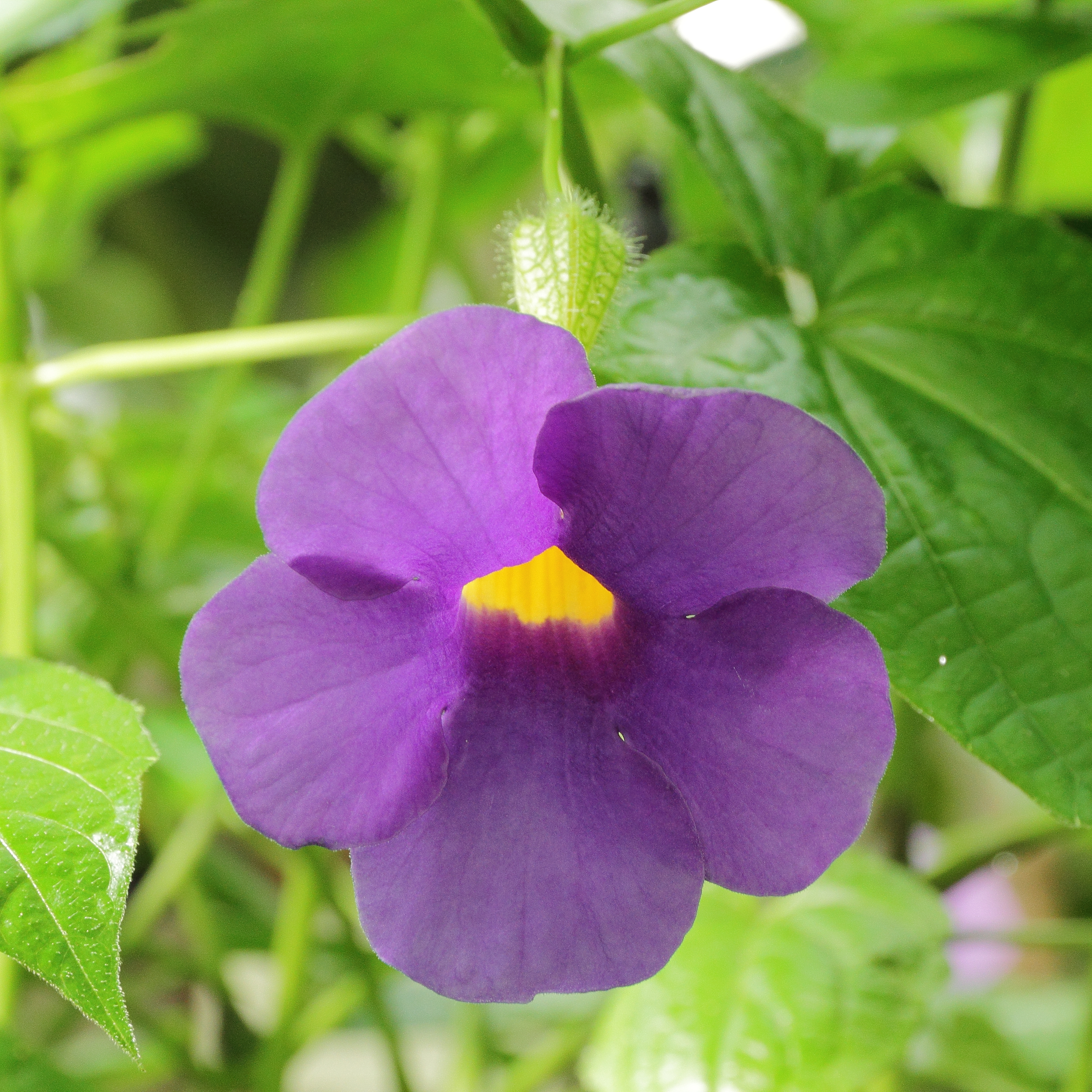